# サミュエル・イプア
サミュエル・イプア（Samuel Ipoua Hamben、1973年3月1日 - ）は、カメルーンの元サッカー選手。元カメルーン代表。ポジションはフォワード。

## 来歴
1997年11月にカメルーン代表デビュー。翌年にはアフリカネイションズカップ、FIFAワールドカップにも出場した。カメルーン代表で9試合に出場した。

## 代表歴

### 出場大会
- カメルーン代表
  - 1998 FIFAワールドカップ

### 試合数
- 国際Aマッチ 9試合 0得点（1997年-1998年）[1]

| カメルーン代表 | 国際Aマッチ | 国際Aマッチ |
| 年             | 出場        | 得点        |
| -------------- | ----------- | ----------- |
| 1997           | 2           | 0           |
| 1998           | 7           | 0           |
| 通算           | 9           | 0           |